# Taumatawhakatangihangakoauauotamateaturipukakapikimaungahoronukupokaiwhenuakitanatahu
```
Pronunciació
 al web de la Comissió de l'idioma maori.
```

Taumatawhakatangihangakoauauotamateaturipukakapikimaungahoronukupokaiwhenuakitanatahu és un turó de Nova Zelanda situat a l'Illa del Nord, la part més alta del qual es troba a 305 m d'altitud. És conegut pel seu nom, un dels més llargs del món amb 85 lletres segons el topònim acceptat pel Llibre Guinness dels Rècords. La seva etimologia rau en una llegenda maori que té per protagonista Tamatea, un avantpassat maori. El lloc és senyalat per un plafó la longitud del qual és proporcional al nom del turó.

## Toponímia
El turó és anomenat Taumatawhakatangihangakoauauotamateaturipukakapikimaungahoronukupokaiwhenuakitanatahu en maori, que en català significa «El cim on Tamatea, l'home de grans genolls, l'escalador de muntanyes, l'engolidor de terra, el viatger incansable, va tocar la seva flauta a un ésser estimat».
Existeixen d'altres variants, tals com Taumatawhakatangihangakoauauotamateapokaiwhenuakitanatahu, Taumata-whakatangihanga-kōauau-o-tamatea-turi-pūkaka-piki-maunga-horonuku-pōkai-whenua-ki-tānatahu, Taumata-whakatangihanga-kōauau-a-Tamatea-pōkai-whenua-ki-tana-tahu o una versió més llarga, Taumata-whakatangihanga-koauau-o-Tamatea-haumai-tawhiti-ure-haea-turi-pukaka-piki-maunga-horo-nuku-pokai-whenua-ki-tana-tahu, que significa en català «El turó de la flauta tocada per Tamatea - que va explotar això i allò de molt lluny, té un penis circumcidat, va esgarrapar els seus genolls escalant les muntanyes, va caure a terra i va encerclar la terra - per al seu ésser estimat». El nom del turó és sovint escurçat com Taumata o Taumata Hill per tal de facilitar la conversa.
Està registrat al Llibre Guinness de Rècords amb l'ortografia Taumatawhakatangihangakoauauotamateaturipukakapikimaungahoronukupokaiwhenuakitanatahu, és a dir, amb 85 lletres, essent el nom de lloc més llarg del món en el sistema alfabètic llatí. L'únic altre nom que aspira a aquest títol és el nom complet de Bangkok, capital tailandesa, la transcripció en l'alfabet llatí del qual compta amb 163 caràcters.
Aquest topònim va ser creat per la tribu maori dels Ngati Kere que viuen a la regió. La seva etimologia prové d'una llegenda maori on Tamatea va participar en la batalla de Matanui juntament amb el seu germà contra la tribu dels Ngati-Hine. Durant el transcurs dels enfrontaments, però, el germà va morir i Tamatea, profundament afectat, va tocar cada matí durant diversos dies al lloc del combat una cançó de lament amb el kōauau, una flauta maori. Tamatea és un cap maori i l'avantpassat de nombroses famílies de Porangahau. Aquesta filiació és tanmateix incerta, ja que dues tribus, els Ngti Kahungunu i els Rangitne, pretenen ser els seus descendents. El topònim maori del turó és un cas de taunaha whenua, en el qual un lloc és designat per un cap ancestral segons un esdeveniment ocorregut durant la seva vida. Aquest gènere de topònim es caracteritza per la incorporació de noms de persones, la qual cosa permet una legitimació de les reivindicacions territorials d'una tribu.

## Geografia
El turó està situat al sud-est de l'Illa del Nord, en l'autoritat territorial de Central Hawke's Bay de la regió de Hawke's Bay, al sud de la ciutat de Waipukurau i a l'est del poble de Mangaorapa, al municipi de Porangahau.
Formava part d'un conjunt de turons alineats entre les ciutats de Wimbledon al sud i Porangahau al nord, orientat nord-nord-est-sud-sud-oest i paral·lel a la serralada Puketoi situada a l'oest. Aquesta cadena de turons es va formar a partir d'una de les nombroses falles que recorren la meitat oriental de l'Illa del Nord. Aquesta falla passa per la verticalitat del turó que és constituït de gres, de Marga i d'esquistos que daten del Cretaci.
Amb la part més alta situada a 305 metres d'altitud, el turó es divideix en dos terrenys privats, un al nord i l'altre al sud i del qual la demarcació segueix la línia de la cresta. Els seus pendents són recoberts de bardisses i de zones de pasturatge tancades on pastura bestiar com xais i bestiar boví. Les seves conques alimenten dos rierols, un que va en direcció cap al nord i l'altre vers el sud i que desemboquen al riu Porangahau.
El seu clima és el clima regional de la costa sud-est de l'Illa del Nord, de tipus temperat. Es caracteritza per temperatures mitjanes que varien de 12 a 14 °C a l'hivern i de 23 a 25 °C a l'estiu, per precipitacions que venen generalment del sud i de l'est a l'hivern i que poden deixar de 800 a 1000 mil·límetres anuals, per vents provinents principalment de l'oest (ocasionalment amb fogony) i per una insolació anual de 2000 a 2200 hores.
El turó està situat sobre el territori del clan maori dels Ngti Kahungunu ki Wairarapa que forma part de la tribu dels Ngti Kahungunu, en una regió de relativament feble densitat de població, ja que aquesta és inferior a 6,9 hab/km² (2006).

## Turisme

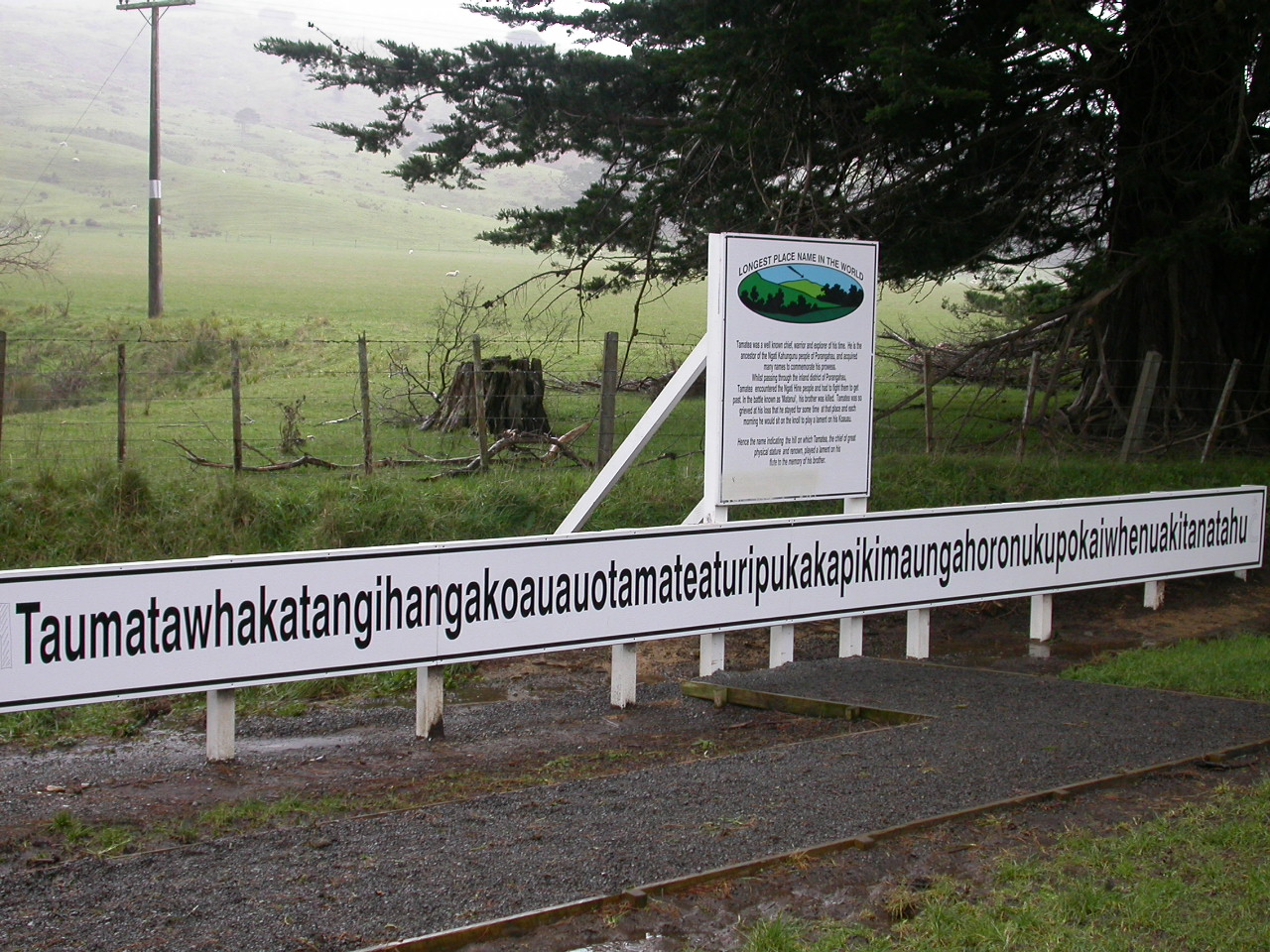
Vista del plafó que indica el topònim, la seva explicació i l'emplaçament del turó a l'horitzó.

El cim del turó és accessible amb de tres a quatre hores de marxa sobre un camí relativament fàcil però no recomanat per nens petits. Des d'allà, el panorama permet observar els altres turons de la regió així com l'Oceà pacífic, mirant en direcció a l'est. Un servei de guia es proposa als visitants; aquests guies els acompanyen fins al cim del turó i els conten la llegenda de Tamatea.
Un plafó de deu metres de longitud indica la proximitat del turó. Està situat a la sortida del passeig, a la vora de la Wimbledon Road, a cinc quilòmetres al sud de Porangahau, a l'altura del pont Mangamaire que travessa el riu del mateix nom.

## Cultura popular
El turó és el tema principal d'una cançó dels anys 60 del cantant neozelandès Peter Cape, i del del fragment Thunderground dels discjòqueis Hardcore Dj's Darkraver and Dj Vince. El seu nom aparegué també en la cançó The Lone Ranger del grup britànic Quantum Jump. També és present en una publicitat radiofònica de la beguda Mountain Dew.
El nom del turó també pot tenir un valor educatiu, ja que una escola primària d'Auckland, la ciutat més gran de Nova Zelanda, ja va donar com a deure als seus alumnes comptar el nombre de lletres presents en el nom del turó.